# Ville de Grand Taree
La ville de Grand Taree (en anglais : City of Greater Taree) est une ancienne zone d'administration locale située dans l'État de Nouvelle-Galles du Sud en Australie, dont le chef-lieu était Taree. Elle a existé de 1981 à 2016, date à laquelle elle a été intégrée au conseil de Mid-Coast. 

## Géographie
Elle s'étendait sur 3 730 km2 dans l'est de la Nouvelle-Galles du Sud et présentait une façade sur la mer de Tasman. Son territoire était traversé par la Manning River.
Elle abritait la ville de Taree ainsi que les localités suivantes :
- Cundletown
- Wingham
- Tinonee
- Old Bar
- Kolodong
- Harrington
- Wallabi Point
- Manning Point
- Crowdy Head
- Croki
- Coopernook
- Lansdowne
- Moorland
- Hannam Vale
- Johns River
- Stewarts River
- Krambach
- Dyers Crossing
- Nabiac
- Possum Brush
- Hallidays Point

## Histoire
Elle est créée le 1er janvier 1981 et résulte de la fusion des municipalités de Taree et de Wingham et du comté de la vallée de la Manning.
Le 12 mai 2016, elle est supprimée et réunie au sein du nouveau conseil de Mid-Coast. 

## Démographie
En 2011, la population s'élevait à 46 541 habitants.